# Lesena cerkev Hronsek
Evangeličanska členkasta cerkev (slovaško Artikulárny kostol) stoji v osrednjem slovaškem mestu Hronsek in je ena od petih preostalih lesenih členkastih cerkva na Slovaškem. Stoji južno od središča mesta na levem bregu Hrona.
Cerkev je bila zgrajena v skladu s sklepi Ödenburškega parlamenta iz leta 1681, to je na določeni lokaciji, plus največ dve cerkvi na grofijo in ena za vsako svobodno kraljevo mesto. V nekdanji županiji Sohl so bile takšne cerkve zgrajene v Hronseku in Ostrá Lúki (ne obstaja več). Z gradnjo so pričeli 23. oktobra 1725, cerkev pa je bila dokončana jeseni 1726. Izjemoma je smela ta cerkev imeti trdne temelje. Je pollesena konstrukcija v tlorisu križa in visoka 8 m. Ladja je dolga 26 m, transept pa 11 m. Na skodlasti strehi so trije hrastovi križi in petelin. Cerkev ima pet vhodov in 30 šesterokotnih oken iz pihanega stekla.
Cerkev ima v notranjosti prostora za 1100 vernikov, pri čemer so vrste sedežev razporejene kot v amfiteatru, tako da je oltar dobro viden z vseh sedežev. V oltarju je šest oltarnih slik, ki jih je leta 1771 naslikal Samuel Mialovič in jih je mogoče razstaviti v snemljivem okvirju glede na potek liturgičnega leta. Zaradi dobre akustike v cerkvi prirejajo koncerte klasične glasbe.
Izdelovalec orgel iz Neusohlerja Martin Podkonický je izdelal pozitivne orgle, ki so bile glede na ohranjeni kronogram CeLebrate IehoVaM CantV aD tiblas orI (= MDCCLVVIII) naročene leta 1763 s honorarjem 220 guldnov in dokončane leta 1764. Lokacija orgelskega ogrodja za oltarjem je nenavadna. S šestimi registri in enim manualom je bil nadomeščen starejši, manjši mehanizem kremniškega mojstra Martina Zorkovskega, ki je bil iz neznanih razlogov prodan občini Ladzany. Cevi, vključno s tistimi v prospektu, in večina drugih delov so še vedno originalni, le tipkovnica in vzmeti tonskih ventilov so bile zamenjane leta 1958.
V območju stran od cerkve, stoji lesen zvonik, ki je bil zgrajen leta 1726. V času gradnje je bil izjema zvonik za novo protestantsko molilnico.
Od leta 2008 je cerkev del Unescove svetovne dediščine: »Lesene cerkve v slovaških Karpatih«.